# Verkhni Ufalei
Verkhni Ufalei - Верхний Уфалей (rus) és una ciutat de l'óblast de Txeliàbinsk, a Rússia. Es troba a la vora del riu Ufaleika, un afluent del riu Ufà, a 125 km al nord-oest de Txeliàbinsk.

## Història
Verkhni Ufalei fou fundada el 1761 per allotjar el personal d'una fàbrica siderúrgica establerta a la vora del riu Ufaleika. La vila aconseguí l'estatus de possiólok (poble) el 29 d'agost del 1928. Quan entrà en funcionament una foneria de níquel destinada a tractar els minerals locals, el 1933, accelerà el seu desenvolupament, si bé la vila rebé finalment l'estatus de ciutat el 26 d'abril del 1940.